# Tacuarendí
Tacuarendí (takuarendy, en guaraní) es una comuna argentina del departamento General Obligado en la provincia de Santa Fe. Está situada a 423 km de la capital provincial, Santa Fe de la Vera Cruz. La localidad de Tacuarendí cuenta con 3,067 habitantes (Indec, 2010).
La comuna fue creada el 23 de diciembre de 1898.
En guaraní "tacuarendí" (takuarendy) quiere decir "lugar donde abunda la caña de azúcar".

## Santo Patrono
Nuestra Señora de Itatí, festividad: 2 de mayo